# Gospa Lurdska
Gospa Lurdska (fr. Notre-Dame de Lourdes) jedan je od katoličkih naslova i blagdana Blažene Djevice Marije, ustanovljen nakon marijanskih ukazanja koja je doživjela Bernardica Soubirous 1858. godine u blizini francuskog mjesta Lourdes.

## Povijest

### Ukazanja
Jednoga dana, dok je s drugom djecom išla skupljati drva za ogrjev u blizini rijeke Gave, kod špilje Massabielle 11. veljače 1858. Bernardici Soubirous ukazala se Djevica Marija. Bernardica o tome svjedoči:
»Jednog dana pođoh k obali rijeke Gave brati drva s dvije djevojčice, kadli začuh nekakav šum. Okrenuh se k livadi, ali ne vidjeh da bi se stabla iole micala. Nato podigoh glavu i ugledah pećinu. I opazih Gospođu odjevenu u bijele haljine: bila je obučena u bijelo i opasana plavim pojasom, a na svakoj je nozi imala žutu ružu, iste boje kao i njezina krunica.«
Nakon nedjeljne mise 14. veljače, Bernardica je imala i drugo ukazanje. Za vrijeme trećega ukazanja 18. veljače Gospa je prvi put progovorila te joj rekla da dolazi u špilju sljedećih petnaest dana. U početku su njezini roditelji, osobito njezina majka, bili protiv odlaženja u špilju te su joj u više navrata i zabranjivali ponovni odlazak.
Za vrijeme devetoga ukazanja 25. veljače Gospa joj je naredila da otkopa malo zemlje u špilji gdje se nalazio izvor. Na izvoru se pojavljivao sve veći mlaz vode, a nekoliko čudesnih ozdravljenja dogodilo se već tijekom ukazanja.
Nakon što je Bernardica upitala Gospu za vrijeme šesnaestoga ukazanja 25. ožujka tko je ona, Gospa joj je odgovorila: Ja sam Bezgrješno začeće. Gospa joj je za vrijeme ukazivanja odala tri tajne koje nikome nije smjela reći.
Posljednje, osamnaesto ukazanje dogodilo se 16. srpnja 1858. godine. Prije posljednjega ukazanja špilju je zaštitila lokalna vlada, a Bernardica je klečala izvan ograde pokraj rijeke i tada je vidjela Gospu koja je izgledala ljepše no ikada prije.

### Službeno priznanje i početak štovanja
Gospin odgovor na pitanje tko je ona bio je presudan podatak za priznavanje autentičnosti Bernardičinoga viđenja. Naime, samo četiri godine ranije, 1854. godine, papa Pio IX. bulom Ineffabilis Deus (Neizrecivi Bog) proglasio je dogmu o Marijinom Bezgrješnom začeću. U ono vrijeme su samo rijetki znali da se u Rimu raspravlja o pitanju Marijinog bezgrješnog začeća. Svim crkvenim istražiteljima bilo je sasvim jasno da neuka i nepismena mlinarova kći Bernardica nije mogla sama izmisliti niti razumjeti važnost imena koje joj je Gospa rekla u viđenju.
U siječnju 1862. godine mjesni biskup Tarbesa, Bertrand-Sévère Laurence podržao je štovanje Blažene Djevice Marije u Lurdu. Dana 3. srpnja 1876., papa Pio IX. službeno je dodijelio kanonsku krunidbu slici, koja je nekad bila u dvorištu današnjeg dijela Bazilike krunice. Slike i kipovi Gospe Lurdske jako puno su reproducirani u svetištima i domovima, često u spiljama Gospe Lurdske. Otada se razvila velika pobožnost, a na mjestu ukazanja sagrađena je velika crkva koja je od tada postala glavnim mjestom hodočašća.
Papa Pio XI. proglasio je vidjelicu Bernardicu Soubirous sveticom 1933. godine.
Prvi oltar Gospe Lurdske u Hrvatskoj podignut je 1884. godine u međimurskom Nedelišću.

## Vanjske poveznice
Ostali projekti
|  | Zajednički poslužitelj ima još gradiva o temi Gospa Lurdska |

Mrežna mjesta
- Gospa Lurdska, www.franjevci-split.hr
- Antun Alfirević, [neaktivna poveznica], Obnovljeni život 2/1933.
- Nedjelja, mrežni portal Katoličkog tjednika Vrhbosanske nadbiskupije – Fra Zvjezdan Linić: »Gospa Lurdska«